# Silnik z tłokiem obrotowym

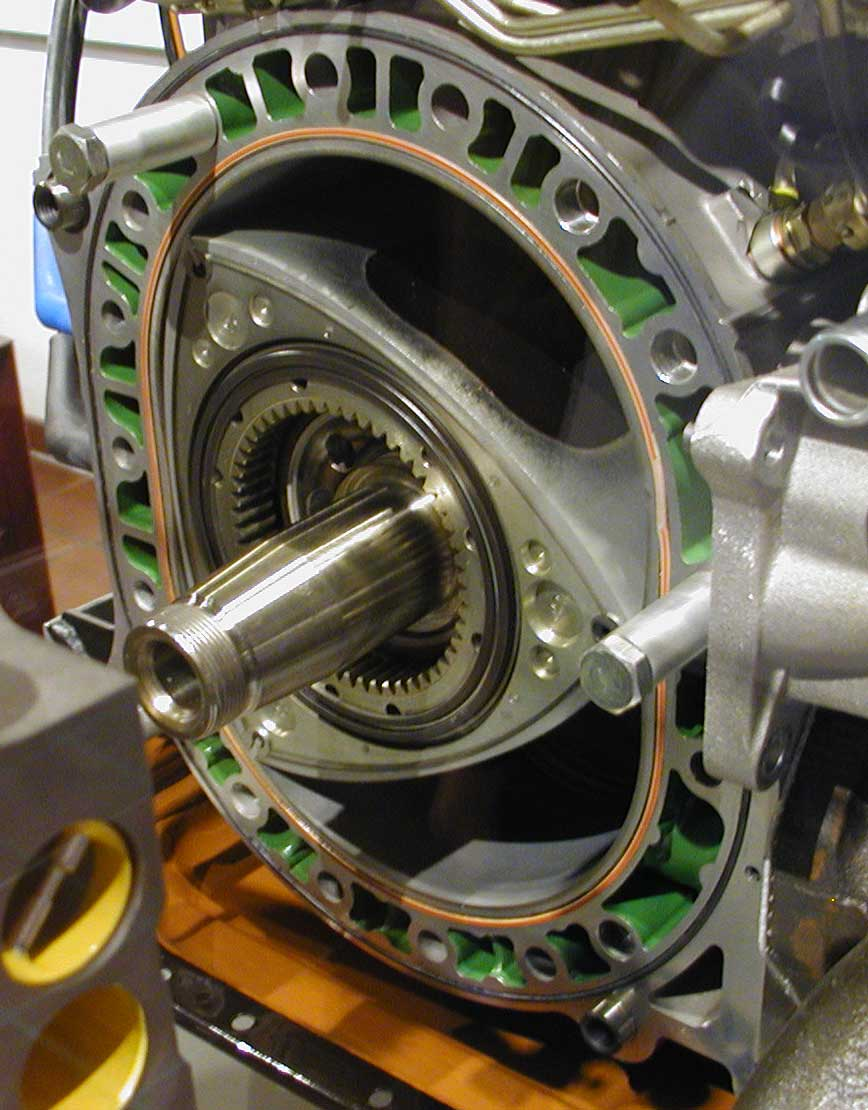
Silnik Wankla – jedyny silnik spalinowy z tłokiem obrotowym, który został wdrożony do produkcji seryjnej

Silnik z tłokiem obrotowym – silnik spalinowy, w którym tłok obraca się wewnątrz cylindra. Powstało wiele takich konstrukcji.
Projekt maszyny parowej z wirującym tłokiem opracował w 1782 r. James Watt. Pierwszym znanym silnikiem z krążącym tłokiem był silnik parowy E. Gallowaya z 1846 roku. Silnik nie posiadał uszczelnień, zastosowany był do napędu statków parowych osiągał moc 12 kW przy 400–480 obr./min. J.F. Cooley  w 1901 roku zbudował i opatentował podobny  silnik parowy w którym zastosował uszczelnienia komór roboczych. W 1923 spółka Wallinger i Skoog z Göteborga opatentowała silnik hipotrochoidalny bez uszczelnień. Silnik spalinowy, dwusuwowy, z pięciowierzchołkowym tłokiem, z uszczelnieniami listwowymi zbudował Francuz Sensand de Lavaund w 1938 roku. Prace konstrukcyjne i badawcze przerwano w 1941.

## Silnik konstrukcji Feliksa Wankla
Jedyną produkowaną seryjnie, a przez to najbardziej znaną konstrukcją jest wynalazek  niemieckiego konstruktora Feliksa Wankla (1902–1988). Pierwszy patent Wankel uzyskał w roku 1929, a kolejny w roku 1936.
Silnik Wankla po raz pierwszy zastosowano seryjnie w samochodach NSU Spider – prezentacja miała miejsce w roku 1963 na salonie samochodowym we Frankfurcie. W roku 1967 firma Mazda, która w  1961 roku zakupiła licencję od NSU, zaprezentowała sportowy samochód Cosmo Sport z pierwszym silnikiem z dwoma wirnikami. W roku 1968 do produkcji wszedł model NSU Ro 80, także z silnikiem dwukomorowym. Kolejne modele sportowe Mazdy to model RX-7 z 1978 roku, napędzany silnikiem 1,1-litrowym o mocy 105 KM. W połowie lat 80. XX w. Mazda zaprezentowała następne modele z silnikami o mocy 150–200 KM. W 1991 roku moc dwuwirnikowego silnika osiągnęła 250 KM. Ostatni model RX-8 z nowym silnikiem Renesis był produkowany w latach 2003–2012. 22 czerwca 2012 roku Mazda zakończyła produkcję modelu RX-8, który był ostatnim produkowanym na świecie samochodem z silnikiem Wankla. Tym samym zakończyło się zastosowanie silnika Wankla w motoryzacji.
Zaletami silnika Wankla są jego małe rozmiary, mała masa oraz spokojny bieg. Jego wady w postaci małej trwałości uszczelnień i dużego zużycia paliwa ograniczyły jego wykorzystanie do samochodów sportowych.

## Polskie konstrukcje silników
Jeden z projektów silnika spalinowego z tłokiem obrotowym (patent w 1946 r.) stworzył Gustaw Michał Różycki. Różycki opracował silnik z tłokiem obrotowym, był to dwusuwowy silnik o dwułukowym korpusie i dwóch wałach przenoszących ruch tłoka.
Inżynier Stanisław Górski polski projektant, konstruktor, modelarz, który zbudował pierwszy w Polsce i w Europie silnik modelarski z tłokiem obrotowym. Silnik SG-X konstrukcji Górskiego powstał w 1960 roku, był to miniaturowy silnik przeznaczony do napędu modeli statków, pojemność tego silnika wynosiła 12 cm³ Silnik z zapłonem żarowym był zasilany alkoholem metylowym rozwijał moc 0,88 kW przy 12000 obr./min ważył 2,1 kg.
Drugim polskim silnikiem żarowym małej mocy, modelarskim, był SWT-1 zbudowany w Instytucie Lotnictwa przez J. Falęckiego i L. Piechowskiego w latach 1961–1963. W 1961 zaprojektowano silnik lotniczy, gwiazdowy, czterocylindrowy, o przeciwsobnym układzie tłoków. FK-01 o pojemności 200 cm³, wykonano prawidłowo pracujący prototyp, ale wstępnych badań nie ukończono z nieznanych powodów.
W roku 1964 w Biurze Konstrukcyjnym Przemysłu Motoryzacyjnego powstał silnik S500/S501 przeznaczony do samochodu osobowego Syrena – jednocylindrowy silnik z krążącym tłokiem, chłodzony wodą, zapłonem iskrowym, o pojemności 500 cm³. Po kilku latach prób i testów tego silnika zrezygnowano z dalszych prac z uwagi na duże zużycie paliwa.
Na Modelarskich Mistrzostwach Polski w 1972 roku Mieczysław Foltyński zaprezentował własnej konstrukcji silnik MF-03. Silnik z zapłonem żarowym, z wirującym tłokiem o masie 940 g, pojemności 9,97 cm³, który przepracował 20 godzin w czasie testów i badań. Na podstawie opublikowanej dokumentacji tego silnika w „Modelarzu” wyprodukowano w Polsce następne egzemplarze tego silnika.
W 1978 dr inż. Mieczysław Foltyński skonstruował wiatrakowiec, który wyposażony był w dwa silniki: dwucylindrowy silnik główny o pojemności 6060 cm³ do napędu wirnika nośnego wiatrakowca oraz pomocniczy silnik własnej konstrukcji z wirującym tłokiem o pojemności skokowej 3030 cm³, który służył do rozruchu silnika głównego wiatrakowca.

## W kulturze
- Przezroczysty model silnika rotacyjnego Mazdy produkowany jest pod nazwą „Visible Rotary Engine”. Model silnika w skali 1:5, jest to miniaturowy silnik Wankla o pojemności 5 cm³.
- Silnik tego typu występuje w powieści o młodzieży autorstwa Edmunda Niziurskiego Awantura w Niekłaju.